# Chenopodium novopokrovskyanum
Chenopodium novopokrovskyanum är en amarantväxtart som först beskrevs av Paul Aellen, och fick sitt nu gällande namn av Uotila. Chenopodium novopokrovskyanum ingår i släktet ogräsmållor, och familjen amarantväxter. Inga underarter finns listade i Catalogue of Life.